# Germania ai Giochi della V Olimpiade
La Germania (all'epoca: Impero tedesco) partecipò ai Giochi della V Olimpiade che si sono svolti a Stoccolma dal 5 maggio al 27 luglio 1912, con una delegazione di 185 atleti impegnati in quattordici discipline. A causa delle ricadute politiche seguite alla Prima Guerra Mondiale, questa fu l'ultima partecipazione del Paese fino al 1928.

## Medaglie

### Oro
- Paul Günther — Tuffi, Trampolino 3 metri maschile
- Albert Arnheiter, Hermann Wilker, Otto Fickeisen, Rudolf Fickeisen e Karl Leister — Canottaggio,  Quattro con maschile
- Walter Bathe — Nuoto, 200 m rana maschile
- Walter Bathe — Nuoto, 400 m rana maschile
- Dorothea Köring e Heinrich Schomburgk — Tennis, Doppio misto outdoor

### Argento
- Hanns Braun — Atletica, 400 metri maschili
- Hans Liesche — Atletica, Salto in alto maschile
- Albert Zürner — Tuffi, Trampolino 10 metri maschile
- Hans Luber — Tuffi, Trampolino 3 metri maschile
- Harry von Rochow — Equitazione, eventi individuali
- Harry von Rochow, Richard Graf von Schaesberg-Tannheim, Eduard von Lütcken e Carl von Moers — Equitazione, eventi di squadra
- Rabod von Kröcher — Equitazione, Salto individuale
- Alfred Goeldel — Tiro, Men's Trap
- Otto Fahr — Nuoto, 100 m rana maschile
- Wilhelm Lützow — Nuoto, 200 m rana maschile
- Wally Dressel, Louise Otto, Hermine Stindt e Grete Rosenberg — Nuoto, Staffetta 4×100 m stile libero femminile
- Dorothea Köring — Tennis, Singoli femminili outdoor
- Georg Gerstäcker — Lotta, Peso piuma greco-romano

### Bronzo
- Kurt Behrens — Tuffi, Trampolino 3 metri maschile
- Sigismund Freyer, Wilhelm Graf von Hohenau, Ernst Deloch e Principe Friedrich Karl of Prussia — Equitazione, Team jumping
- Otto Liebing, Max Bröske, Fritz Bartholomae, Willi Bartholomae, Werner Dehn, Rudolf Reichelt, Hans Matthiae, Kurt Runge e Max Vetter — Canottaggio, Otto maschili
- Erich Graf von Bernstorff, Franz von Zedlitz und Leipe, Horst Goeldel, Albert Preuß, Erland Koch e Alfred Goeldel — Tiro, Men's Team clay pigeons
- Paul Kellner — Nuoto, 100 m rana maschile
- Paul Malisch — Nuoto, 200 m rana maschile
- Oscar Kreuzer — Tennis, Individuali maschili outdoor